# سیکامور (میزوری)
سیکامور (به انگلیسی: Sycamore) یک منطقهٔ مسکونی در ایالات متحده آمریکا است که در میزوری واقع شده‌است. سیکامور ۲۵۰ متر بالاتر از سطح دریا واقع شده‌است.